# Högvalta
Högvalta is een plaats in de gemeente Arvika in het landschap Värmland en de provincie Värmlands län in Zweden. De plaats heeft 88 inwoners (2005) en een oppervlakte van 41 hectare.